# Боливийский ревун
Боливийский ревун (лат. Alouatta sara) — примат из семейства паукообразных обезьян.

## Классификация
Ранее считался подвидом рыжего ревуна (Alouatta seniculus). В 1985 году по совокупности морфологических признаков был поднят до ранга вида.

## Описание
Шерсть кирпично-красная, конечности, голова и основание хвоста имеют немного имеют более тёмный и насыщенный оттенок. Размер больше, чем размер родственного рыжего ревуна.

## Распространение
Встречается в центральной и северной Боливии до границы с Бразилией и Перу.